# Monika Motors
Monika Motors Limited (thailändisch โมนิก้า มอเตอร์) ist neben Tuk Tuk Forwarder das zweite Unternehmen in Bangkok, das auf die Herstellung von Autorikschas spezialisiert ist. Der Unternehmenssitz befindet sich in Bang Kapi, ist Teil der B. Grimm Group of Companies und wurde im Jahre 2003 gegründet.

## Hintergrund
Das Unternehmen ist bekannt für die Herstellung von dreirädrigen Kleinfahrzeugen und betätigt sich in unterschiedlichen Bereichen von Generatoren zur Energieerzeugung bis hin zu Massentransportsystemen wie dem Sky Train. Das Management setzt sich aus thailändischen Industriepionieren zusammen, die sich aus unterschiedlichen Branchen zusammengeschlossen haben. Die vielfältig einsetzbaren Dreiradfahrzeuge werden in 14 Ländern in Europa, Südasien, Afrika und Mittel- und Südamerika vertrieben.

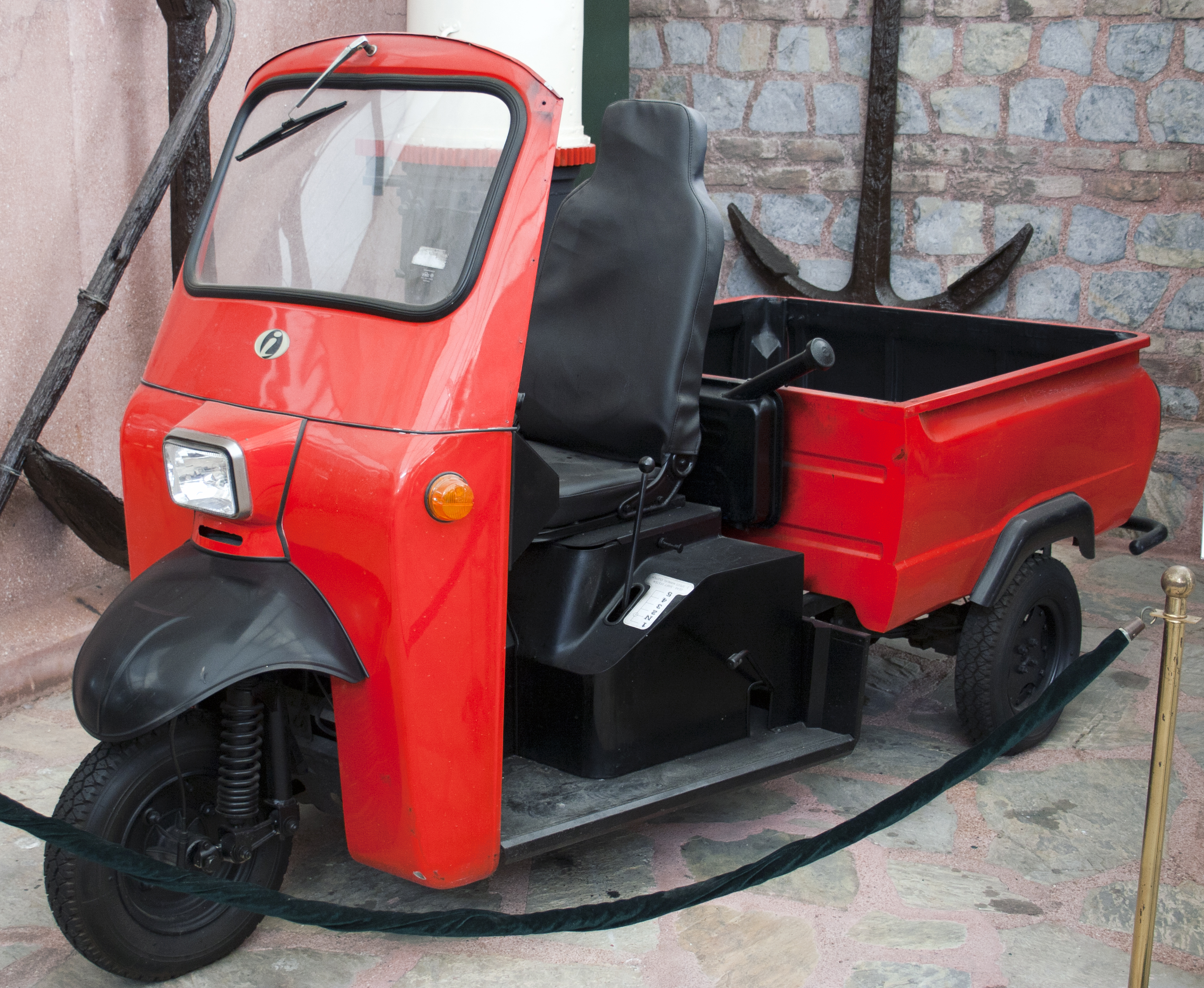
Monika L1 (ST Pick-up Version)

Der Monika L1 fällt vor allem durch die eckigen Frontscheinwerfer und den Verzicht des Herstellers auf Stilelemente wie verzierte Aluminiumgeländer auf. Wahlweise gibt es den L1/SPG3 mit einer Karosserie aus Stahl oder Glasfaser. Bei der Motorisierung kann der Kunde zwischen einem Hubraum von 175 oder 200 cm³ wählen. Als Nutzfahrzeug wird der L1 als kleiner Pick-up (ST) angeboten. Das von der Monika Motors angebotene ATV gibt es mit Motoren, die einen Hubraum von 50 bis 260 cm³ besitzen.
Im Juli 2007 schloss sich Monika Motors mit dem in Malaga (Western Australia) beheimateten Unternehmen Advanced Engine Components Ltd zu einem Joint Venture zusammen, um neuartige Erdgasfahrzeuge herzustellen und Dieselfahrzeuge mit neu entwickelten Erdgasmotoren auszustatten.